# Das flygplats
Das flygplats (ICAO: OMAS) är en liten flygplats i Förenade arabemiraten. Den ligger på ön Das, cirka 160 km nordväst om huvudstaden Abu Dhabi. Flygplatsen har endast en landningsbana, 13/31.